# Raja
Pour les articles homonymes, voir Raja (homonymie), Rani et Rana.

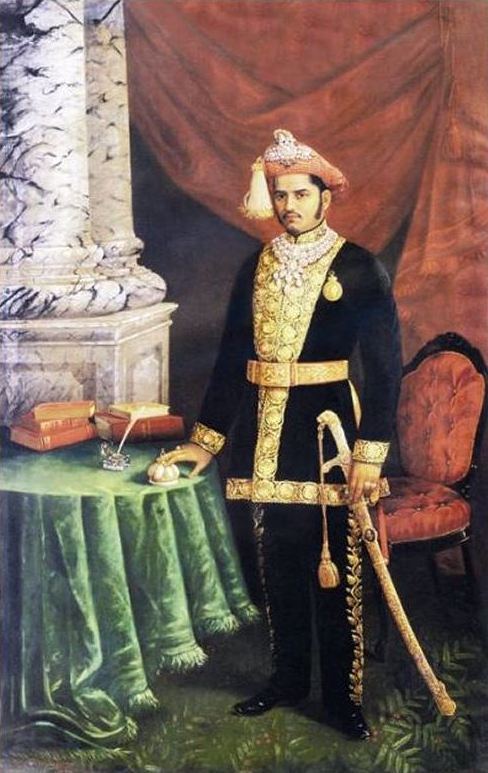
Portrait de Sayajirao Gaekwad III, maharaja de Baroda.

Un raja,,, rajah,,,,  radjah, ou radja (du sanskrit राजा (rājā)) est un titre de monarque en Asie du Sud et du Sud-Est. Rana est un titre équivalent. Le féminin est rani.

## Étymologie
Le sanskrit rājan est apparenté au latin rēx (génitif rēgis), au gaulois rīx et au gaélique rí (génitif ríg), mots qui désignent tous des chefs de petits royaumes ou de cité-État. Tous semblent descendre de l'indo-européen commun *h3rēǵs, dérivé de *h3reǵ- « redresser, ordonner, gouverner »,.

## Usage et autres titres

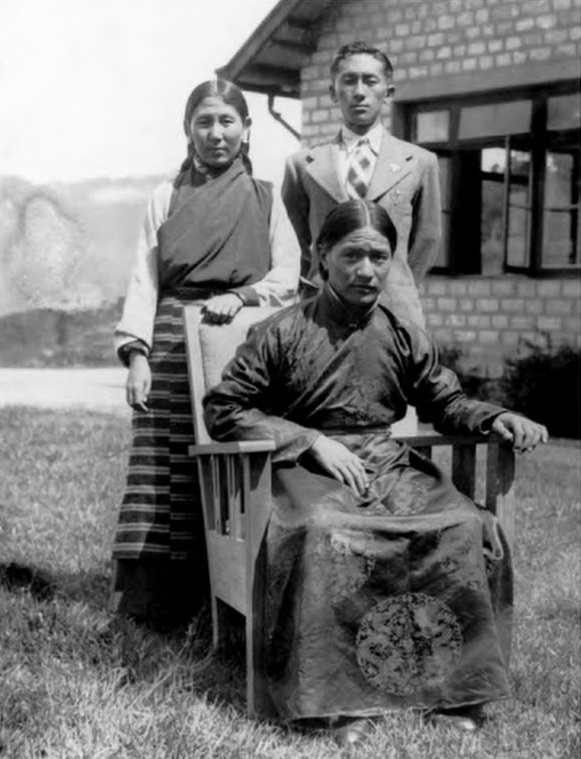
Dudjom Rinpoché avec le prince Paljor Namgyal et la maharani Kunzang Dechen Tshomo Namgyal.

Le titre est attesté dès la Rigveda dans laquelle rājan- est un dirigeant. La dāśarājñá est la « bataille des dix rois ».
Raja est un titre utilisé dans le sous-continent indien, principalement par des monarques hindous, bouddhistes, jaïns ou sikhs. Les monarques musulmans portent plutôt le titre de nawab ou sultan mais certains, comme les Rajputs musulmans, utilisent celui de raja.
« Rana », « rao », « raol », « rawal » ou « rawat » sont des titres équivalents à celui de raja communs en rajasthani, en marathi et en hindi. Certains souverains, notamment s'ils sont suzerains de plusieurs autres, portent le titre de maharaja (महाराज (mahārāja)) « grand roi ») et leurs épouses celui de maharani. 
Au Sri Lanka, « rajamanthri » est le titre d'un fils du roi. 
Le titre est également répandu en Asie du Sud-Est :
- en Indonésie, le terme générique de raja utilisé pour désigner un chef de maison royale ou princière ; le territoire sur lequel s'exerçait autrefois la souveraineté d'un raja pouvait se réduire à un village, notamment à Bali et dans les autres petites îles de la Sonde ; chez les Batak toba du nord de Sumatra ; ou aux Moluques ;
- en Malaisie, le souverain de l'État de Perlis porte le titre de raja (les autres celui de sultan) ;
- en khmer, il a pris la forme de « reacha » et en thaï de « racha ».

Son emploi est courant dans le langage commun de l'hindoustani pour désigner affectueusement un enfant (raja beta) ou un homme aimé.

## Symbolique

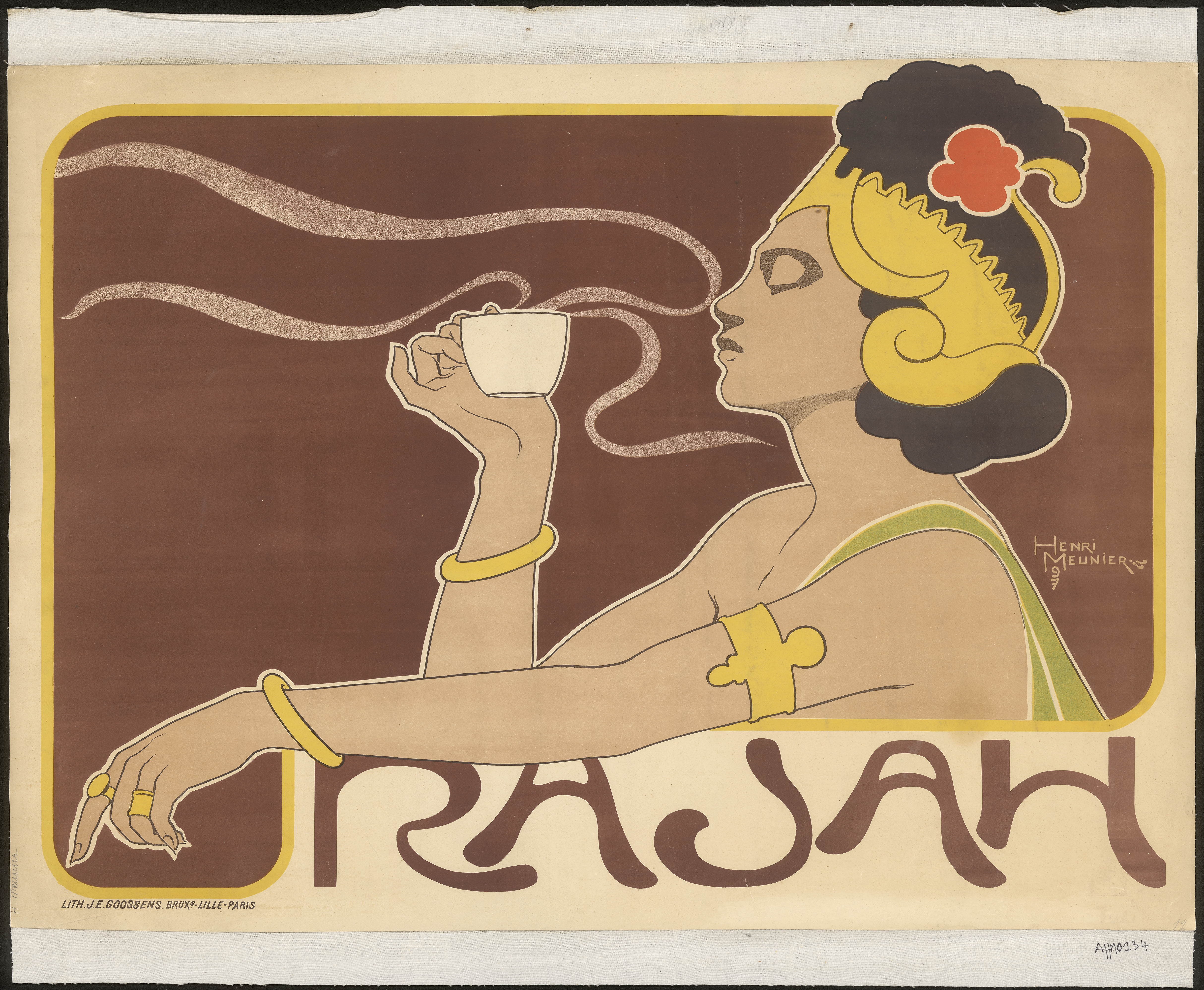
Utilisation de l'image du raja dans une publicité de café par Henri Meunier.

La symbolique du raja a été mobilisée dans la publicité.